# Aristóteles Romero
Hermes Aristóteles Romero Espinoza (sinh 18 tháng 10 năm 1995) là một cầu thủ bóng đá Venezuela thi đấu cho Ankaran Hrvatini mượn từ Crotone.

## Sự nghiệp
Aristotle bắt đầu sự nghiệp ở Carabobo FC. Anh được cho mượn đến Monagas Sport Club, trước khi trở lại Carabobo. Sau đó anh chuyển đến Cabudaren câu lạc bộ Deportivo Lara. Vào tháng 6 năm 2016 anh ký hợp đồng với Mineros de Guayana, trở thành cầu thủ thường xuyên của đội từ Puerto Ordaz.
Anh được triệu tập vào Đội tuyển bóng đá quốc gia Venezuela vào tháng 9 năm 2016 sau màn trình diễn cho The Miners, thi đấu 15 trên 16 trận. Tuy nhiên anh không có mặt trong đội một tham dự Vòng loại giải vô địch bóng đá thế giới 2018 khu vực Nam Mỹ trước Brasil và Uruguay.